# Wintersun
Wintersun je finská melodic deathmetalová hudební skupina založená zpěvákem a kytaristou Jarim Mäenpäänem v roce 2003 v Helsinkách. Název Wintersun kombinuje dva různé elementy; zimu a vesmír. Debutové album skupina vydala v roce 2004 pod eponymním názvem Wintersun, druhá deska ovšem vyšla až o osm let později. Jednalo se o konceptuální album Time I, jehož příběh měl pokračovat na další desce Time II. Vydáni tohoto alba se opět neustále odkládalo, podle Mäenpäänena především z důvodu absence vlastního studia. Skupina kvůli výstavbě svého studia chtěla uspořádat crowdfundingovou kampaň, to jim ale zamítlo jejich vydavatelství Nuclear Blast. Třetí deska tedy nakonec vyšla v létě roku 2017, nejednalo se ale o Time II, nýbrž o jiné konceptuální album. To bylo inspirováno Vivaldiho concerty grosso Čtvero ročních dob a pojmenováno The Forest Seasons. Nové album je naplánováno na rok 2019.

## Sestava
- Jari Mäenpää – zpěv, klávesy, kytara (od 2003)
- Teemu Mäntysaari – kytara, doprovodný zpěv (od 2004)
- Asim Searah – kytara, doprovodný zpěv (od 2017)
- Jukka Koskinen – basová kytara, doprovodný zpěv (od 2004)
- Kai Hahto – bicí (od 2003)

Bývalí členové
- Oliver Fokin – kytara (2004)

## Diskografie
- Wintersun (2004)
- Time I (2012)
- The Forest Seasons (2017)